# Ophiomyia melandricaulis
Ophiomyia melandricaulis är en tvåvingeart som beskrevs av Erich Martin Hering 1943. Ophiomyia melandricaulis ingår i släktet Ophiomyia och familjen minerarflugor.
Artens utbredningsområde är Frankrike. Inga underarter finns listade i Catalogue of Life.